# Lech (rzeka)
Lech (łac. Licus, Licca) – rzeka w Austrii i Niemczech, prawy dopływ Dunaju. Długość – 264 km, powierzchnia zlewni – 4126 km². 
Swoje źródło ma w pobliżu góry Rote Wand w Alpach Lechtalskich w austriackim kraju związkowym Vorarlberg. W górnym swym biegu płynie w głębokiej i wąskiej dolinie między Alpami Algawskimi i Alpami Lechtalskimi. Za granicą austriacko-niemiecką tworzy wodospad Lechfall o wysokości 12 m i wpływa do Jeziora Forggensee koło Füssen. Rzeka płynąc dalej na północ przepływa region zwany Lechrain. Uchodzi do Dunaju koło miejscowości Marxheim w Bawarii na wysokości 405 m n.p.m. 
Nad Lechem leżą m.in.: 
- w Austrii: 
  - Lech
  - Steeg
  - Stanzach

- w Niemczech: 
  - Füssen
  - Schongau
  - Landsberg am Lech
  - Augsburg

Brzegi Lecha były miejscem kilku ważnych bitew: 
- w 743 armia frankońska Pepina Krótkiego w bitwie pokonała połączone siły Bawarów, Sasów i Alemanów (bitwa nad rzeką Lech (743))
- 10 sierpnia 955 rozegrała się bitwa pomiędzy wojskiem Ottona I a plemionami Madziarów (Węgrów) (bitwa nad rzeką Lech (955)
- w dniach 14 - 15 kwietnia 1632 koło miejscowości Rain armia Gustawa II Adolfa pokonała w bitwie armię niemiecką pod dowództwem Johana von Tilly (bitwa pod Rain nad rzeką Lech)